# Cheiranthera
Cheiranthera är ett släkte av tvåhjärtbladiga växter. Cheiranthera ingår i familjen Pittosporaceae.
Kladogram enligt Catalogue of Life:
| Cheiranthera | \| \| Cheiranthera alternifolia \| \| \| \| \| \| Cheiranthera borealis \| \| \| \| \| \| Cheiranthera cyanea \| \| \| \| \| \| Cheiranthera filifolia \| \| \| \| \| \| Cheiranthera linearis \| \| \| \| \| \| Cheiranthera preissiana \| \| \| \| \| \| Cheiranthera simplicifolia \| \| \| \| \| \| Cheiranthera telfordii \| \| \| \| \| \| Cheiranthera volubilis \| \| \| \| |
|              | \| \| Cheiranthera alternifolia \| \| \| \| \| \| Cheiranthera borealis \| \| \| \| \| \| Cheiranthera cyanea \| \| \| \| \| \| Cheiranthera filifolia \| \| \| \| \| \| Cheiranthera linearis \| \| \| \| \| \| Cheiranthera preissiana \| \| \| \| \| \| Cheiranthera simplicifolia \| \| \| \| \| \| Cheiranthera telfordii \| \| \| \| \| \| Cheiranthera volubilis \| \| \| \| |
|              | Auranticarpa |
|              | |
|              | Bentleya |
|              | |
|              | Billardiera |
|              | |
|              | Bursaria |
|              | |
|              | Hymenosporum |
|              | |
|              | Marianthus |
|              | |
|              | Pittosporum |
|              | |
|              | Pronaya |
|              | |
|              | Rhytidosporum |
|              | |
|              | Xerosollya |
|              | |
|              | Cheiranthera alternifolia |
|              | |
|              | Cheiranthera borealis |
|              | |
|              | Cheiranthera cyanea |
|              | |
|              | Cheiranthera filifolia |
|              | |
|              | Cheiranthera linearis |
|              | |
|              | Cheiranthera preissiana |
|              | |
|              | Cheiranthera simplicifolia |
|              | |
|              | Cheiranthera telfordii |
|              | |
|              | Cheiranthera volubilis |
|              | |

|  | Cheiranthera alternifolia  |
|  |                            |
|  | Cheiranthera borealis      |
|  |                            |
|  | Cheiranthera cyanea        |
|  |                            |
|  | Cheiranthera filifolia     |
|  |                            |
|  | Cheiranthera linearis      |
|  |                            |
|  | Cheiranthera preissiana    |
|  |                            |
|  | Cheiranthera simplicifolia |
|  |                            |
|  | Cheiranthera telfordii     |
|  |                            |
|  | Cheiranthera volubilis     |
|  |                            |